# Comissió Nacional del Mercat de Valors
La Comissió Nacional del Mercat de Valors (CNMV) (en castellà: Comisión Nacional del Mercado de Valores) és un organisme dependent del Ministeri d'Economia i Empresa, fundat l'any 1988,2019 encarregat de la supervisió dels mercats de valors a Espanya.
El seu objectiu és vetlar per la transparència d'aquests mercats i la correcta formació de preus en aquests, així com la protecció dels inversors. En l'exercici d'aquestes competències rep un important volum d'informació, gran part de la qual està continguda en els seus registres oficials i és de caràcter públic.
L'acció de la CNMV com a òrgan de control se centra principalment sobre:
- les societats que emeten valors per a ser col·locats de forma pública
- els mercats secundaris de valors
- les empreses que presten serveis d'inversió i les institucions d'inversió col·lectiva

Sobre ells la Comissió exerceix una supervisió de caràcter prudencial buscant garantir la seguretat de les seves transaccions i la solvència del sistema. També a través de l'Agència Nacional de Codificació de Valors, assigna el codi ISIN amb validesa internacional a totes les emissions de valors que es realitzen a Espanya.

## Organització
Està dirigida per un Consell format per: president, vicepresident, director general del tresor i política financera, subgovernador del Banc d'Espanya i tres consellers. Hi ha un òrgan d'assessorament, el Comitè Consultiu.

## Presidents de la CNMV
- 2020: Rodrigo Buenaventura Canino
- 2016-2020: Sebastián Albella[2]
- 2012-2016: Elvira Rodríguez Herrer
- 2007-2012: Julio Segura Sánchez
- 2004-2007: Manuel Conthe Gutiérrez
- 2001-2004: Blas Calzada Terrados
- 2000-2001: Pilar Valiente Calvo
- 1996-2000: Juan Fernández-Armesto Fernández-España
- 1988-1996: Luis Carlos Croissier Batista